# Distrikt Yucay
Der Distrikt Yucay liegt in der Provinz Urubamba der Region Cusco in Südzentral-Peru. Der Distrikt wurde am 9. September 1905 gegründet. Er besitzt eine Fläche von 32,8 km². Beim Zensus 2017 wurden 3342 Einwohner gezählt. Im Jahr 1993 lag die Einwohnerzahl bei 2880, im Jahr 2007 bei 3101. Die Distriktverwaltung befindet sich in der 2858 m hoch gelegenen Kleinstadt Yucay mit 3267 Einwohnern (Stand 2017). Yucay liegt 4 km ostsüdöstlich der Provinzhauptstadt Urubamba.

## Geographische Lage
Der Distrikt Yucay liegt am Nordufer des nach Westen strömenden Río Urubamba im Osten der Provinz Urubamba.
Der Distrikt Yucay grenzt im Westen an den Distrikt Urubamba, im Nordosten an den Distrikt Calca (Provinz Calca) sowie im Osten und im Süden an den Distrikt Huayllabamba.